# Synodontis victoriae
Synodontis victoriae é uma espécie de peixe da família Mochokidae.
Pode ser encontrada nos seguintes países: Quénia, Tanzânia e Uganda.
Os seus habitats naturais são: rios e lagos de água doce.
Está ameaçada por perda de habitat.